# Swallenia alexandrae
Swallenia alexandrae är en gräsart som först beskrevs av Jason Richard Swallen, och fick sitt nu gällande namn av Thomas Robert Soderstrom och H.P.Decker. Swallenia alexandrae ingår i släktet Swallenia och familjen gräs. Inga underarter finns listade i Catalogue of Life.

## Bildgalleri

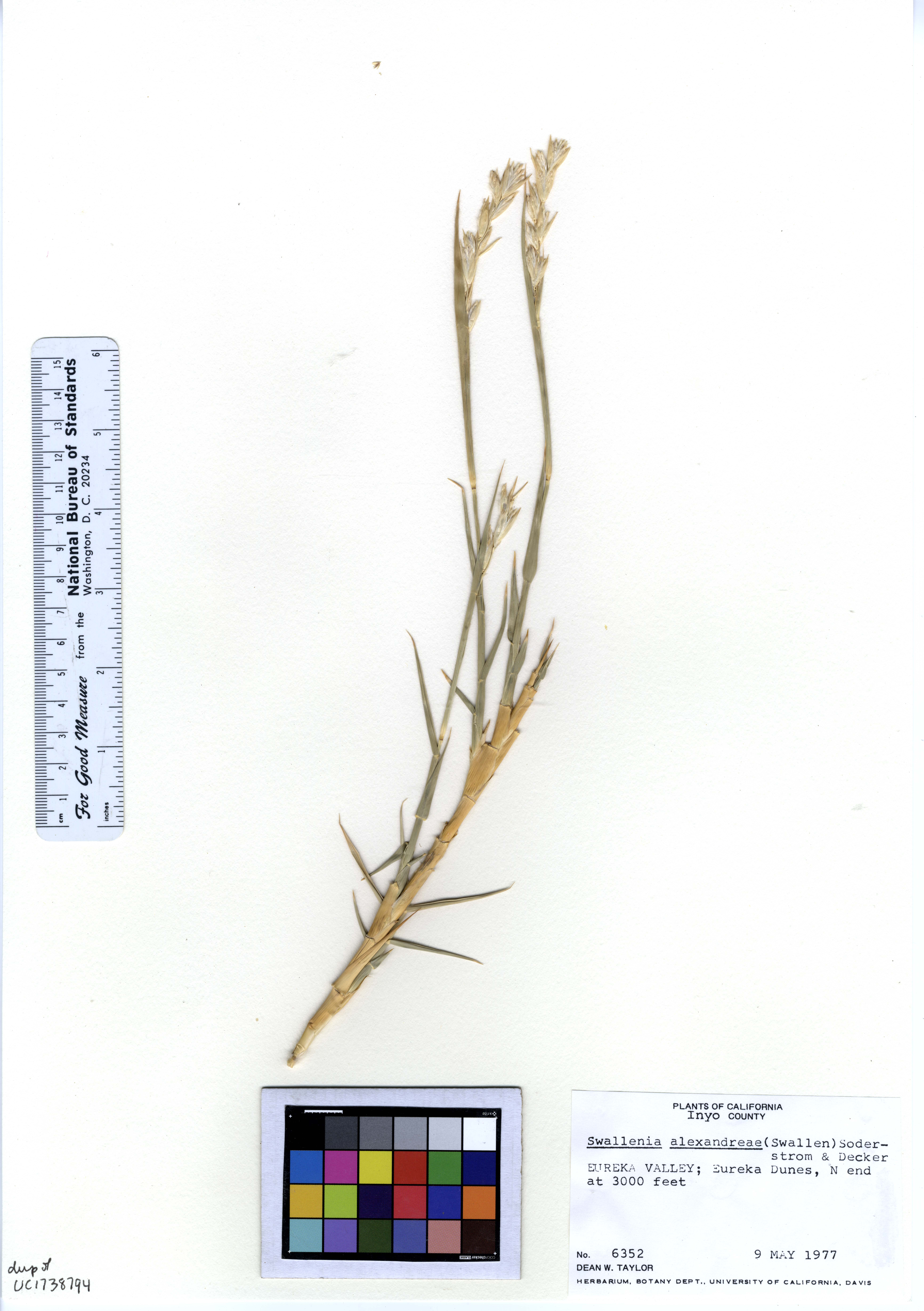